# Мартенівська піч

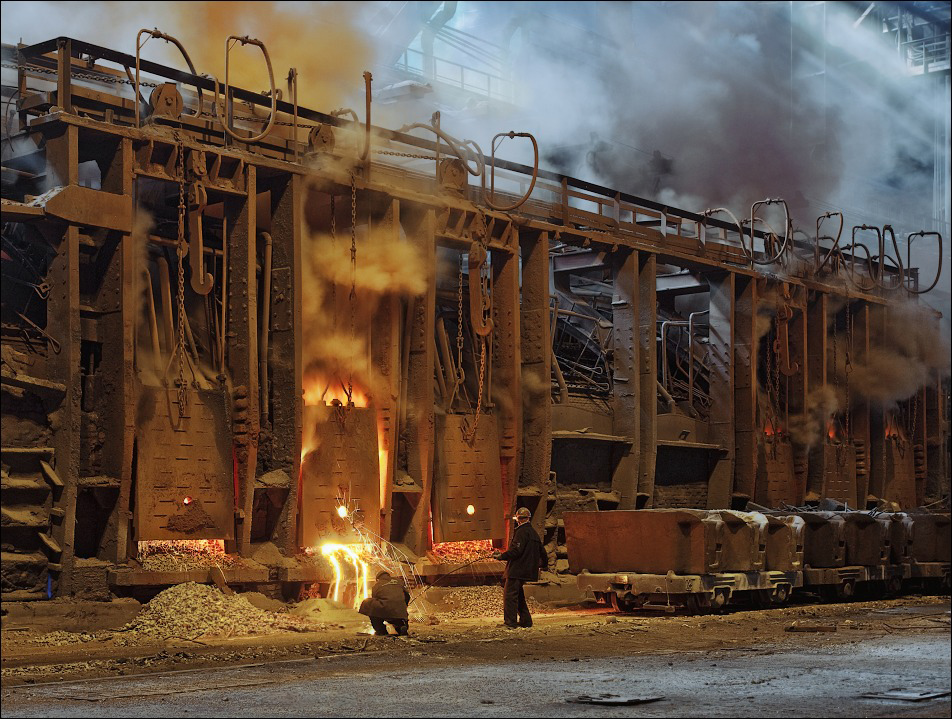
Мартенівська піч на Криворізькому металургійному заводі.

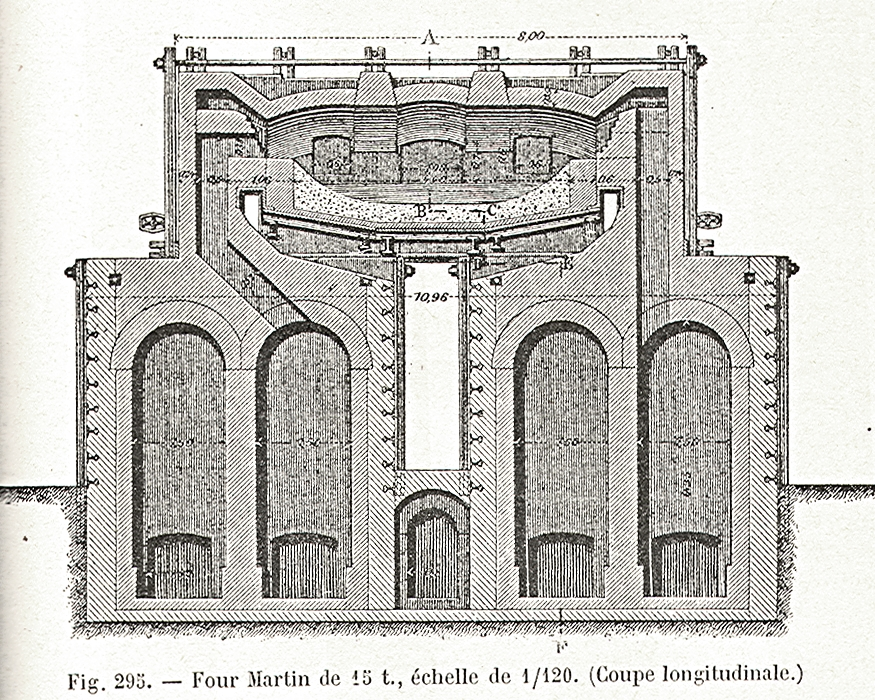
Мартенівська піч Сіменса у розрізі, 1895 рік. Manuel de la métallurgie du Fer, Tome 2, par Adolf Ledebur, p. 547.

Мартéнівська піч або марте́н — полуменева металургійна піч для переробки чавуну та металобрухту в сталь необхідного складу та якості. Уперше збудована французьким інженером та металургом П'єром Мартеном у 1864 році.

## Автоматизована мартенівська піч
Автоматизована мартенівська піч — мартенівська піч, що її тепловим процесом керують автоматичні прилади і пристрої. Автоматизація мартенівських печей забезпечує безперервне підтримування всіх параметрів теплового режиму і автоматичну зміну його під час плавлення сталі. До регульованих параметрів теплового процесу належать:
- витрати палива,
- вентиляторного повітря,
- стисненого повітря або кисню,
- тривалість часу між перекиданням регенераторів,
- тиск у плавильному об'ємі печі,
- інколи температура нагріву насадки регенераторів.

Звичайна схема регулювання включає автоматизацію вимірювання параметра, реєстрацію його значення, порівняння цього значення з заданою величиною, діяння регулятора через виконавчий механізм на орган, що регулює величину параметра. Технологічний режим печі автоматично змінюється за допомогою схеми автоматичного керування. Розроблені схеми керування тепловим процесом мартенівської плавки з допомогою керуючого лічильного пристрою (КЛП), який здійснює обчислення і визначає величини всіх параметрів, що забезпечують найвигідніший режим печі. Одержані дані у вигляді команд керування надходять як завдання на окремі регулятори або діють безпосередньо на органи регулювання. Всі прилади, що показують та реєструють величини параметрів теплового режиму і керують їх зміною, містяться на щиті керування.